# 焦竑

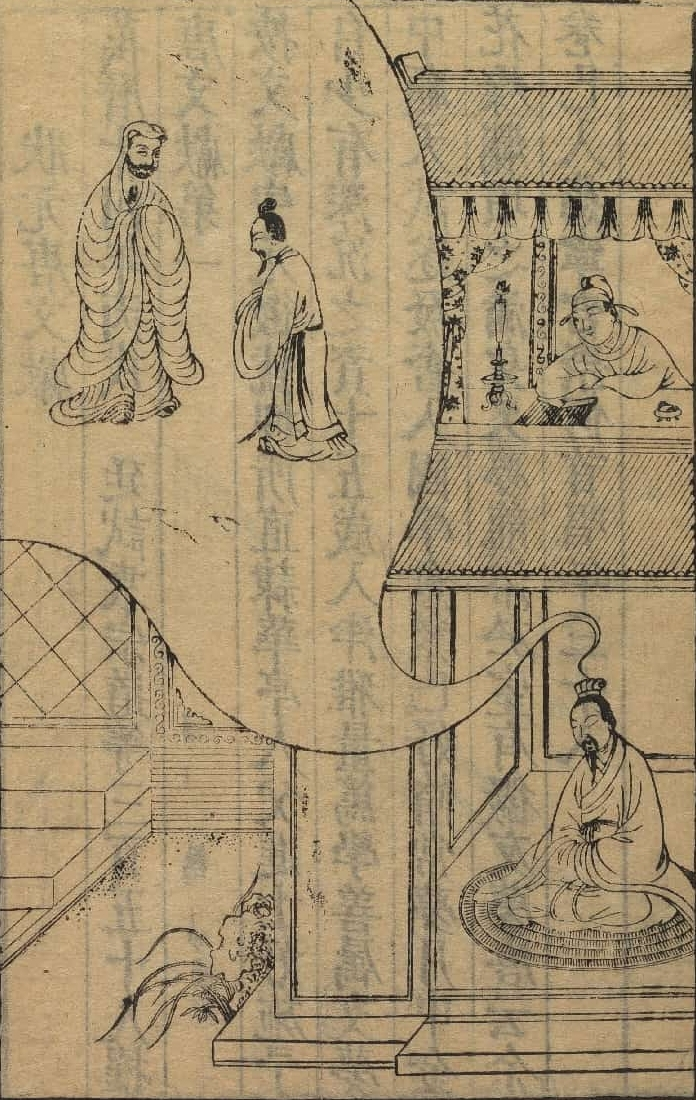
焦竑

焦 竑（しょう こう、1540年 - 1620年）は、中国明代の儒学者・歴史家。字は弱侯。澹園または漪園と号す。澹園先生または漪園先生、焦太史と呼ばれる。応天府江寧県の出身。本貫は莒州日照県。

## 生涯
幼少より刻苦勉励し諸生（科挙を受験する候補生）の時から評判が高く、督学御史の耿定向に学び、疑義を羅汝芳に質すようにしていた。嘉靖43年（1564年）に郷試に合格。万暦17年（1589年）に北京で行われた会試・殿試で第一等の成績で状元となり、翰林院修撰に任命され国朝典章を司る。さらに皇長子朱常洛の講官にまでなるが、万暦25年（1597年）に曹大咸・楊廷蘭により弾劾され、福寧州同知に左遷された。翌年に福寧州、また次の年には太僕寺丞に異動させられ、辞官してその後は出仕しなかった。80歳で没する。天啓帝は先代に対する講読の恩を記念するために焦竑を復官させ、福王朱常洵の時に文端と追諡した。
焦竑の学問は羅汝芳に教えられたことを基本とし、経史から稗史雑説にいたるまでの幅広いものだった。「蔵書両楼」と言われるほどの蔵書家であり、『焦氏蔵書目』2巻がある。

## 著作
- 『国朝献徴録』
- 『国史経籍志』
- 『澹園集』
- 『焦氏筆乗』
- 『老子翼』 - 明治日本の冨山房『漢文大系』に収録された。
- 『荘子翼』 - 同上。
- 『楞厳経精解評林』
- 『楞伽経精解評林』
- 『圓覚経精解評林』
- 『法華経精解評林』